# Xian de Hui'an
Le xian de Hui'an (惠安县 ; pinyin : Huì'ān Xiàn) est un district administratif de la province du Fujian en Chine. Il est placé sous la juridiction de la ville-préfecture de Quanzhou.

## Démographie
La population du district était de 1 264 830 habitants en 1999.